# Proboscide

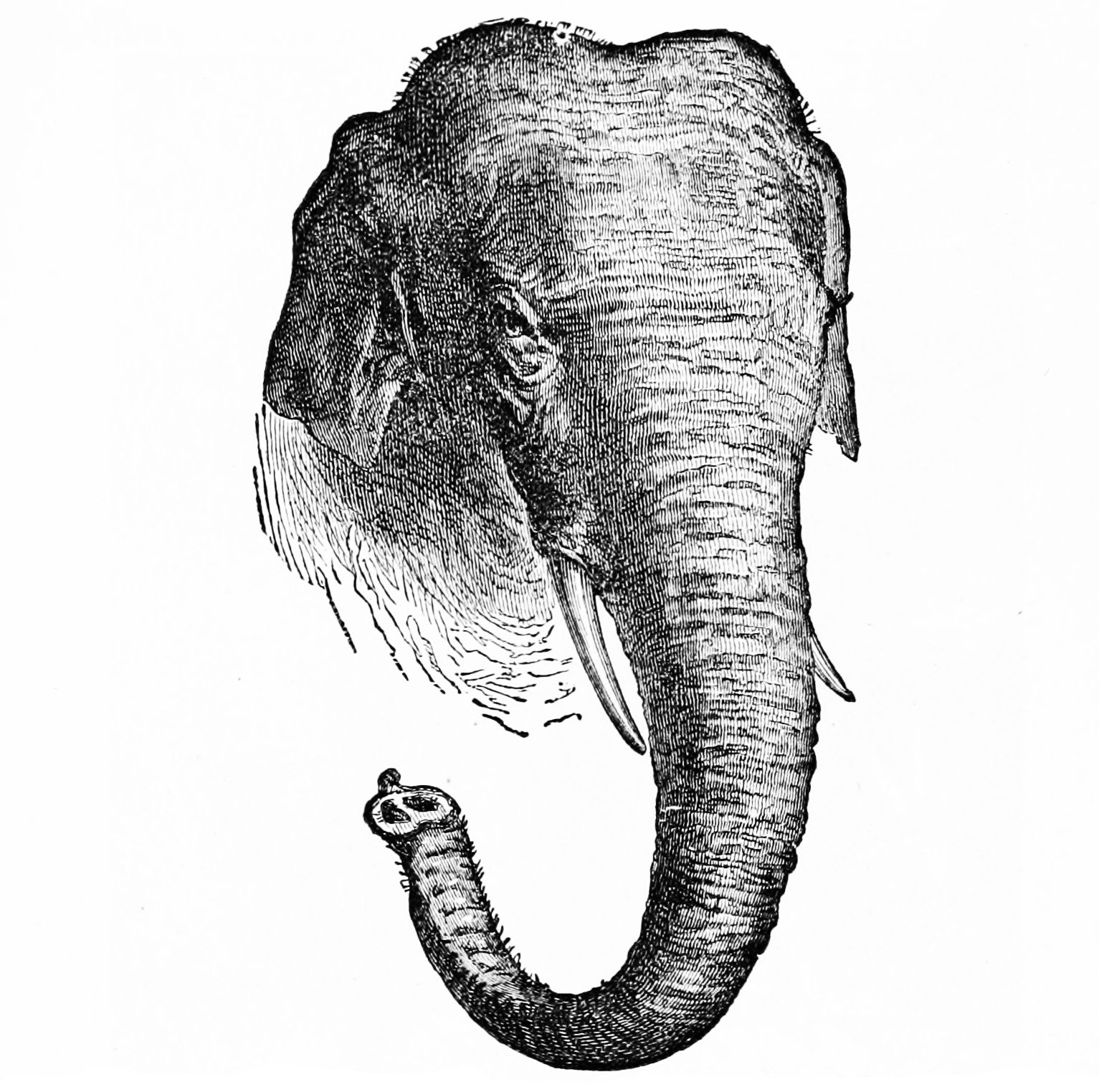
Testa di elefante con proboscide

Proboscide è il nome che viene dato ad ogni protuberanza del capo di un animale usata per raggiungere il cibo, ad esempio l'organo tubolare (detto anche spirotromba o spiritromba) con la funzione di suggere o assumere cibo da parte di numerosi invertebrati come le farfalle e le mosche. Inoltre la proboscide è il caratteristico organo prensile posseduto dagli elefanti ed altri animali come il tapiro e l'elefante marino.

## Caratteristiche
La proboscide degli elefanti può arrivare a pesare più di 100 kg. Essa contiene oltre 150.000 muscoli ripartiti in 40.000 fasci circolari e longitudinali, il che conferisce a questo organo una mobilità eccezionale in tutte le direzioni.

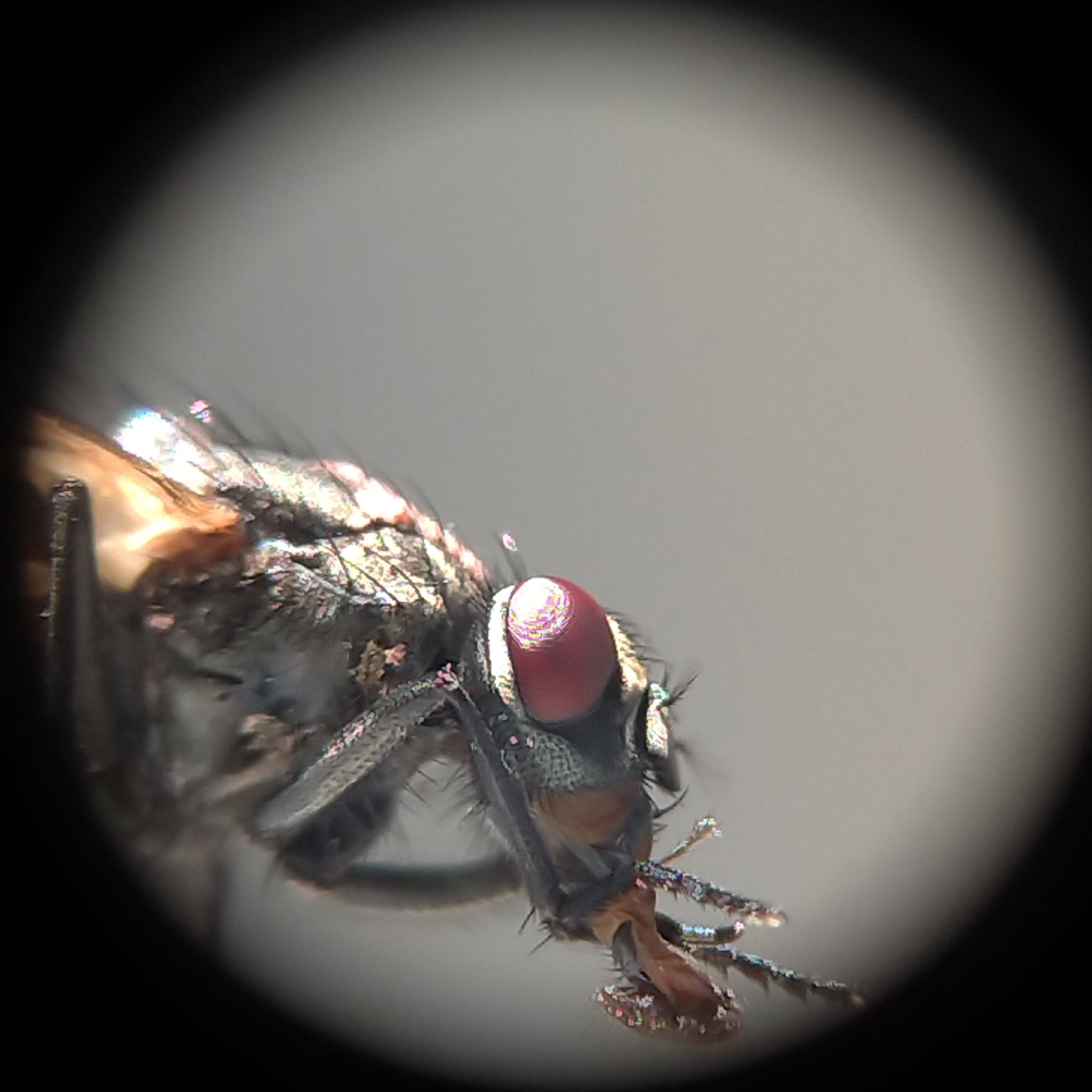

## Uso

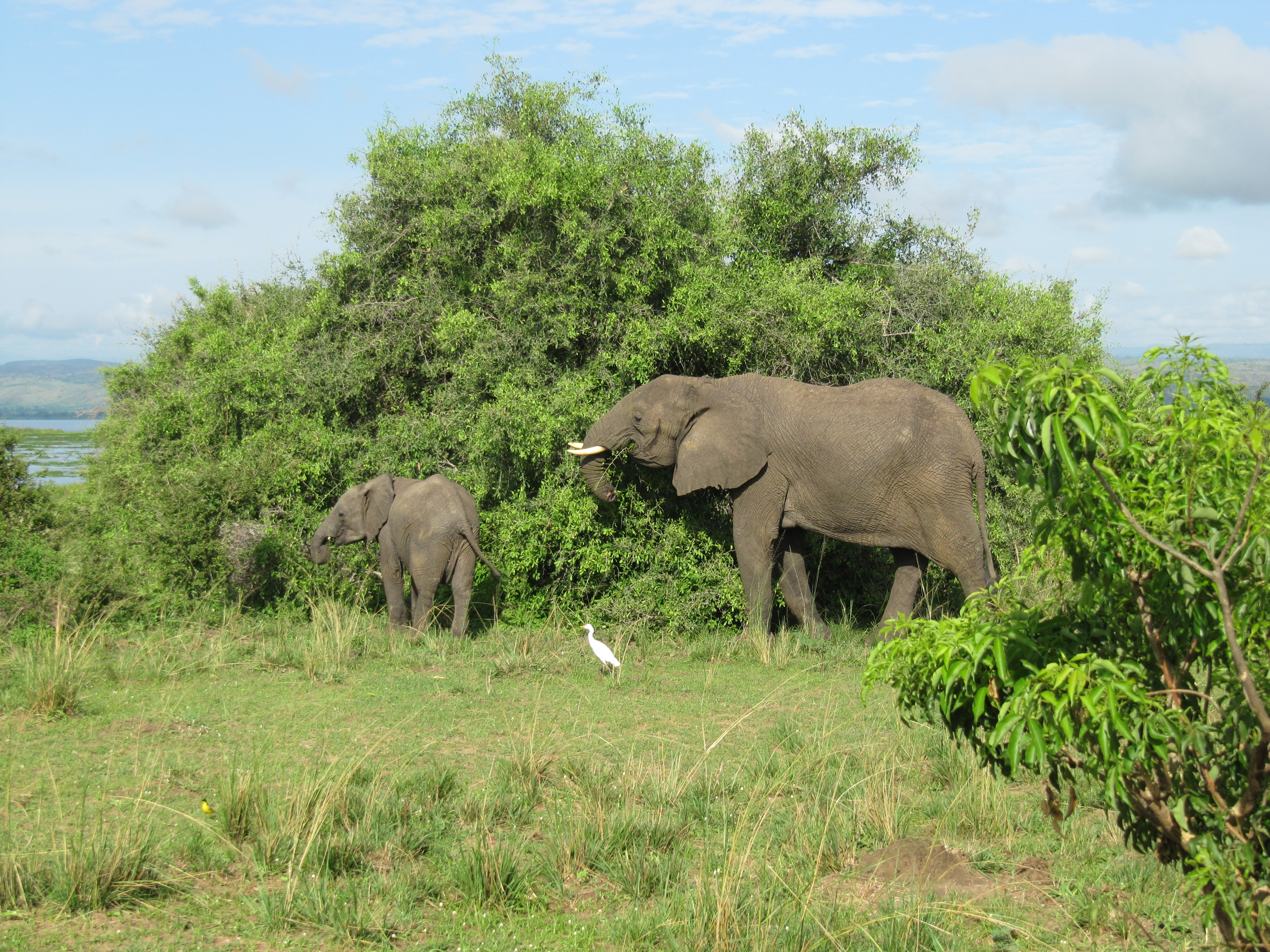
Elefantessa con metà proboscide

Essa serve loro come un arto supplementare e viene usata per raccogliere il cibo e portarlo alla bocca  . Ma non è questo l'unico uso che gli elefanti fanno di questa loro lunga escrescenza. Essa viene usata per attingere l'acqua che poi viene portata alla bocca per essere bevuta, ma serve anche per irrorare la loro pelle nelle giornate caldissime trascorse nella savana. Gli elefanti indiani, che vengono utilizzati per il lavoro, utilizzano la proboscide nel compimento della loro attività lavorativa.